# Arena Mytisjtji
Arena Mytisjtji (russisk: Арена Мытищи) er en sportshal beliggende i forstaden Mytisjtji, 20 km uden for Moskva, Rusland. Arenaen blev indviet i 2006 og har en kapacitet på 7.000 tilskuere til ishockeykampe og 9.000 til koncerter. Hallen er hjemmebane for ishockeyholdet Atlant Mytisjtji, som spiller i KHL.
Hallen dannede sammen med Arena Khodynka rammen om VM i ishockey 2007.